# Casa Rodríguez

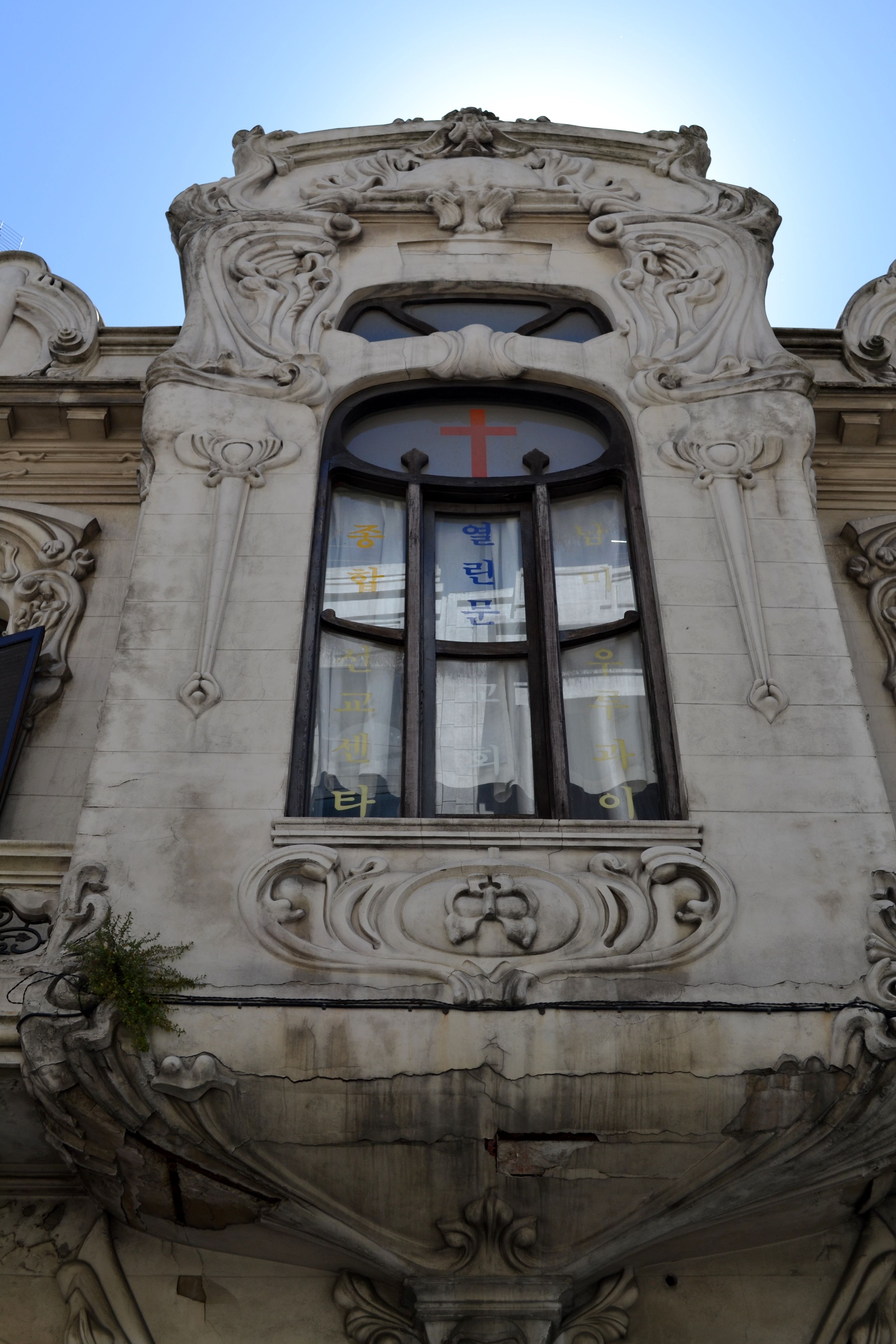
Casa Rodríguez

Das Casa Rodríguez ist ein Bauwerk in der uruguayischen Landeshauptstadt Montevideo.
Das im Jahre 1905 errichtete Gebäude befindet sich in der Ciudad Vieja an der Calle Bartolomé Mitre 1410–1414 zwischen den Straßen 25 de Mayo und Rincón. Das Gebäude entstand aufgrund des Entwurfs des Architekten H. Acosta y Lara und des Ingenieurs A. Guerra Romero. Es diente zunächst als Wohn- und Geschäftshaus. Heutzutage ist anstelle der Wohnnutzung eine kirchliche Nutzung getreten.
Seit 1975 ist das Gebäude als Monumento Histórico Nacional klassifiziert.